# نایجل ۳۷۹۵
سیارک ۳۷۹۵ (به انگلیسی: 3795 Nigel، نامگذاری:1986GV1) سه هزار و هفتصد و نود و پنجمین سیارک کشف شده‌است که در ۸ آوریل ۱۹۸۶ کشف شد.
قدر مطلق سیارک برابر ۳۰.۵ است.